# Michael Gough
Michael Gough, född 23 november 1916 i Kuala Lumpur, Brittiska Malaya (nuvarande Malaysia), död 17 mars 2011 i London, var en brittisk skådespelare. Gough medverkade i över 100 filmer och var känd för rollen som betjänten Alfred Pennyworth i de fyra Batman-filmer som Tim Burton och Joel Schumacher regisserade under perioden 1989-1997. Michael Gough filmdebuterade 1948 i Blanche Fury. Goughs sista roll var en röstroll 2010 i filmen Alice i Underlandet.

## Filmografi i urval
- 1962 – Fantomen på Stora operan
- 1983 – Påklädaren
- 1984 – Top Secret!
- 1984 – En julsaga
- 1985 – Mitt Afrika
- 1989 – Batman
- 1992 – Batman – Återkomsten
- 1993 – Oskuldens tid
- 1995 – Batman Forever
- 1997 – Batman & Robin
- 1999 – The Cherry Orchard
- 1999 – Sleepy Hollow
- 2005 – Corpse Bride (röst)
- 2010 – Alice i Underlandet (röst)

## Fotnoter
1. ↑  Gough in the London Times, 23 June 1997: "There was some indecision as to when I was born. My sister said it was 1916. I'd lost my birth certificate." Gough's wife Henrietta confirmed 1916 (and not 1915) as her husband's birth year in 2010 (see Christian Heger: Mondbeglänzte Zaubernächte. Das Kino von Tim Burton. Marburg 2010)
2. ↑  Eric Shorter Obituary: Michael Gough, The Guardian, 17 mars 2011